# 天主教富納富提自治傳教區
天主教富納富提自治傳教區（拉丁語：Missio sui iuris Funafutinus）是圖瓦盧一個羅馬天主教自治傳教區，屬蘇瓦總教區。
1982年9月10日成立。2010年有教友119人，佔轄區總人口1.9%。傳教區下轄唯一一個堂區位於首都富納富提，現任傳教區神長為雷那拉多·B·吉卡拉多神父（Reynaldo B. Getalado）。